# Lina Spies
Lina Spies, née en 1939, est une poétesse, traductrice et universitaire sud-africaine.

## Biographie
Carellina Pieternella Spies, dite Lina Spies, est née le 6 mars 1939 à Harrismith, dans l'État libre d'Orange, en Afrique du Sud.
Elle est titulaire d'une maîtrise ès-lettres de l'université de Stellenbosch (1963) et de deux doctorats, l'un de l'université libre d'Amsterdam (1970), l'autre de l'université de Pretoria (1982).
Elle a enseigné les littératures afrikaans et néerlandaise aux universités de Port Elizabeth, Pretoria et Stellenbosch.

## Œuvre
Lina Spies est l'auteur de 8 recueils de poèmes en afrikaans, de traductions du néerlandais et d'ouvrages de critique littéraire.

### Poésie
Son premier recueil de poèmes, Digby Vergenoeg, publié en 1971, à l'âge de 31 ans, lui a valu deux des plus prestigieux prix littéraires d'Afrique du Sud.
- Digby Vergenoeg (1971)
- Winterhawe (1973)
- Dagreis (1976)
- Oorstaanson (1982)
- Van sjofar tot sjalom (1987)
- Hiermaals (1992)
- Die skaduwee van die son (1998)
- Duskant die einders (2004)

En 2010, le poète sud-africain Johann de Lange publie un choix de ses poèmes: Die skyn van tuiskoms.

### Traductions
Lina Spies a traduit du néerlandais en afrikaans Le Journal d'Anne Frank (Die Agterhuis: Die dagboek van Anne Frank, 2010), et le roman Tirza, d'Arnon Grunberg (2014), publiés tous deux aux éditions Protea Boekhuis à Pretoria.

### Critique littéraire
Elle est également l'auteure d'études sur la poésie de D.J. Opperman, d'Elisabeth Eybers et d'Emily Dickinson.
- Kolonnade: 'n studie van DJ Opperman se bundels Heilige beeste, Negester oor Ninevé en Komas uit 'n bamboestok binne verband van sy œuvre (1992)
- Die enkel taak: die merkwaardige verwantskap tussen Elisabeth Eybers en Emily Dickinson (1995)

### Divers
Lina Spies a publié deux anthologies: un choix de poèmes écrits par des femmes, Sy sien die webbe roer, paru en 1999 aux éditions Human & Rousseau, au Cap, et une anthologie de nouvelles et de poèmes consacrés aux chats: Majesteit die kat (éditions Queillerie, Le Cap 1998).

## Prix et distinctions
- prix Eugène-Marais (1972)
- prix Ingrid-Jonker (1972)
- prix de traduction Nedbank-Académie sud-africaine